# Phrynoidis
Phrynoidis – rodzaj płazów bezogonowych z rodziny ropuchowatych (Bufonidae).

## Zasięg występowania
Rodzaj obejmuje gatunki występujące w południowej Mjanmie przez zachodnią i półwyspową Tajlandię do Sumatry, Borneo i Jawy; w Wietnamie na granicy prowincji Gia Lai i Đăk Lăk na północny zachód od Plei Tung Than na wysokości około 700 m n.p.m.; być może także pomiędzy Kambodżą i Laosem.

## Systematyka

### Etymologia
Phrynoidis: gr. φρυνοειδης phrynoeidēs „podobny do ropuchy”, od φρυνη phrunē, φρυνης phrunēs „ropucha”; -οιδης -oidēs „przypominający”.

### Podział systematyczny
Do rodzaju należą następujące gatunki:
- Phrynoidis asper (Gravenhorst, 1829)
- Phrynoidis juxtasper Inger, 1964)